# Королевский ангел
Королевский ангел, или пигоплит, или королевская рыба-ангел (лат. Pygoplites diacanthus) — тропическая морская рыба из семейства рыб-ангелов. Единственный вид рода Pygoplites.

## Описание
Пигоплит длиной от 10 до 25 см. Тело жёлтого цвета с широкими вертикальными бело-голубыми полосами с тёмными краями. Задняя часть спинного плавника тёмно-синяя, с множеством голубых точек. Половой диморфизм не выражен. Продолжительность жизни до 15 лет.

## Распространение
Ареал охватывает акваторию Красного моря, Индо-Тихоокеанскую область и воды вблизи Таити. В водах Большого Барьерного рифа у северо-восточного побережья Австралии — это самая частая рыба-ангел. Рыбы живут на глубине от 1 до 50 м, чаще на глубине от 10 до 20 м, в ареалах с сильной коралловой растительностью и убежищами.

## Образ жизни
Рыбы ведут чаще одиночный образ жизни, но иногда живут и парами. Они постоянно находятся в движении, обыскивая пещеры и расщелины рифа в поисках питания. Молодь также укрывается в рифах.

## Питание
Пигоплит питается только губками и асцидиями.